# Filippos Řecký a Dánský
Princ Filippos Řecký a Dánský (řecky: Φίλιππος ντε Γκρες, romanizováno: Phílippos de Grèce * 26. dubna 1986, Londýn) je nejmladší dítě Konstantina II. a Anny-Marie Dánské, posledního řeckého krále a královny v letech 1964 až 1973.

## Mládí a vzdělávání
Filippos se narodil 26. dubna 1986 v nemocnici St Mary's v Londýně jako třetí syn krále Konstantina II. a královny Anny-Marie Řecké. Jeho rodina žila v exilu od prosince 1967. Jeho otec byl sesazen z trůnu v roce 1973 a monarchie zrušena 8. prosince 1974.
Byl pokřtěn v řecké pravoslavné církvi v katedrále svaté Sofie v Londýně 10. července 1986. Jeho kmotry byli král Juan Carlos I. Španělský, princ Philip, vévoda z Edinburghu, Diana, princezna z Walesu, infantka Elena Španělská, princezna Benedikta Dánská, Kyril, kníže z Preslavi a Penelope, lady Romseyová.
Navštěvoval Helénskou školu v Londýně a United World Colleges v USA. Později studoval na Georgetownské univerzitě, kterou v roce 2008 ukončil bakalářským titulem v oboru zahraničních vztahů. Poté absolvoval stáž v oddělení pro styk s veřejností Organizace spojených národů. K roku 2018 žil v New Yorku a pracoval jako analytik pro Ortelius Capital. Spolu se svými čtyřmi sourozenci je ředitelem nadace Anne-Marie.

## Osobní život

Princ Filippos jako nemluvně se svými rodiči a sestrou, princeznou Teodorou

V roce 2018 začal Filippos chodit s Ninou Nastassjou Flohrovou, dcerou švýcarského podnikatele Thomase Flohra, který založil soukromou půjčovnu tryskáčů VistaJet, a Kathariny Flohrové (rozená Konečný), bývalou kreativní ředitelkou Fabergé a šéfredaktorkou ruského Vogue. Téhož roku se spolu objevili na veřejnosti na svatbě princezny Eugenie z Yorku a Jacka Brooksbanka. Jako pár vystupovali i na svatbě lorda Edwarda Spencera-Churchilla a Kimberly Hammerstroemové v roce 2018 a svatbě Jeana-Christopha, prince Napoleona a hraběnky Olympie von und zu Arco-Zinneberg v roce 2019.
V roce 2020 se Flohrová a princ Filippos zasnoubili na dovolené na Ithace v Řecku. Zasnoubení oznámilo tiskové oddělení bývalé řecké královské rodiny 1. září 2020. Občansky se vzali 12. prosince 2020 na soukromém obřadu ve Svatém Mořici ve Švýcarsku. Kvůli pandemii covidu-19 ve Švýcarsku byli jedinými hosty na svatbě rodiče páru. Řecký pravoslavný obřad se konal 23. října 2021 v metropolitní katedrále v Athénách. Na tomto obřadu na sobě měla Nina svatební šaty šité na míru od značky Chanel a diamantovou korunku, kterou měla na svatbě její švagrová Marie Chantal. Přítomni byli rodiče, sourozenci, synovci a neteře Filippa a Niny, stejně jako členové širší řecké královské rodiny, jako je královna Sofie Španělská, princ Michael, princezna Marina a princezna Tatiana Radziwillová. Mezi další účastníky patřili princezna Benedikta Dánská, hannoverský dědičný princ a dědičná princezna, princ a princezna Kristián Hannoverský, kníže z Preslavi, princezna Beatrice z Yorku, Edoardo Mapelli Mozzi, princezna Eugenie z Yorku, Jack Brooksbank a Sabine Gettyová se svou dcerou Gene, která byla družičkou. Recepce se konala v Národní gymnastické asociaci a další v Pireus Yacht Club, kterou pořádal Konstantin.
Dne 28. září 2024 byl družbou na svatbě princezny Teodory Řecké a Dánské a Matthewa Kumara v metropolitní katedrále v Athénách.
Dne 20. prosince 2024 získal Filippos spolu s ostatními členy bývalé královské rodiny řecké občanství pod příjmením De Grece. Rodina byla zbavena občanství v roce 1994, když bývalý král Konstantin odmítl nabýt příjmení, jak to vyžaduje zákon pro všechny řecké občany.

## Tituly, oslovení a vyznamenání

### Tituly a oslovení
Po zrušení řecké monarchie v roce 1973 již není vládou Řecké republiky právně uznáván titul „řecký princ“ s oslovením královské Výsosti. Díky tomu, že je předkem Kristiána IX. Dánského je také dánským princem s oslovením Výsosti.

### Vyznamenání

#### Dynastické řády
- Řecká královská rodina:
  -  Velkokříž Řádu svatých Jiřího a Konstantina

## Vývod z předků
|                         |                                    |  |                       |                                               |  |  |  |  |  |  |  | Jiří I. Řecký |
|                         |                                    |  |                       |                                               |  |  |  |  |  |  |  |               |
|                         | Konstantin I. Řecký                |  |                       |                                               |  |  |  |  |  |  |  |               |
|                         |                                    |  |                       |                                               |  |  |  |  |  |  |  |               |
|                         |                                    |  |                       | Olga Konstantinovna Ruská                     |  |  |  |  |  |  |  |               |
|                         |                                    |  |                       |                                               |  |  |  |  |  |  |  |               |
|                         | Pavel I. Řecký                     |  |                       |                                               |  |  |  |  |  |  |  |               |
|                         |                                    |  |                       |                                               |  |  |  |  |  |  |  |               |
|                         |                                    |  |                       | Fridrich III. Pruský                          |  |  |  |  |  |  |  |               |
|                         |                                    |  |                       |                                               |  |  |  |  |  |  |  |               |
|                         | Žofie Dorotea Pruská               |  |                       |                                               |  |  |  |  |  |  |  |               |
|                         |                                    |  |                       |                                               |  |  |  |  |  |  |  |               |
|                         |                                    |  |                       | Viktorie Sasko-Koburská                       |  |  |  |  |  |  |  |               |
|                         |                                    |  |                       |                                               |  |  |  |  |  |  |  |               |
|                         | Konstantin II. Řecký               |  |                       |                                               |  |  |  |  |  |  |  |               |
|                         |                                    |  |                       |                                               |  |  |  |  |  |  |  |               |
|                         |                                    |  |                       | Arnošt August Hannoverský                     |  |  |  |  |  |  |  |               |
|                         |                                    |  |                       |                                               |  |  |  |  |  |  |  |               |
|                         | Arnošt August Brunšvický           |  |                       |                                               |  |  |  |  |  |  |  |               |
|                         |                                    |  |                       |                                               |  |  |  |  |  |  |  |               |
|                         |                                    |  |                       | Thyra Dánská                                  |  |  |  |  |  |  |  |               |
|                         |                                    |  |                       |                                               |  |  |  |  |  |  |  |               |
|                         | Frederika Hannoverská              |  |                       |                                               |  |  |  |  |  |  |  |               |
|                         |                                    |  |                       |                                               |  |  |  |  |  |  |  |               |
|                         |                                    |  |                       | Vilém II. Pruský                              |  |  |  |  |  |  |  |               |
|                         |                                    |  |                       |                                               |  |  |  |  |  |  |  |               |
|                         | Viktorie Luisa Pruská              |  |                       |                                               |  |  |  |  |  |  |  |               |
|                         |                                    |  |                       |                                               |  |  |  |  |  |  |  |               |
|                         |                                    |  |                       | Augusta Viktorie Šlesvicko-Holštýnská         |  |  |  |  |  |  |  |               |
|                         |                                    |  |                       |                                               |  |  |  |  |  |  |  |               |
| Filippos Řecký a Dánský |                                    |  |                       |                                               |  |  |  |  |  |  |  |               |
|                         |                                    |  |                       |                                               |  |  |  |  |  |  |  |               |
|                         |                                    |  | Frederik VIII. Dánský |                                               |  |  |  |  |  |  |  |               |
|                         |                                    |  |                       |                                               |  |  |  |  |  |  |  |               |
|                         | Kristián X. Dánský                 |  |                       |                                               |  |  |  |  |  |  |  |               |
|                         |                                    |  |                       |                                               |  |  |  |  |  |  |  |               |
|                         |                                    |  |                       | Luisa Švédská                                 |  |  |  |  |  |  |  |               |
|                         |                                    |  |                       |                                               |  |  |  |  |  |  |  |               |
|                         | Frederik IX. Dánský                |  |                       |                                               |  |  |  |  |  |  |  |               |
|                         |                                    |  |                       |                                               |  |  |  |  |  |  |  |               |
|                         |                                    |  |                       | Bedřich František III. Meklenbursko-Zvěřínský |  |  |  |  |  |  |  |               |
|                         |                                    |  |                       |                                               |  |  |  |  |  |  |  |               |
|                         | Alexandrina Meklenbursko-Zvěřínská |  |                       |                                               |  |  |  |  |  |  |  |               |
|                         |                                    |  |                       |                                               |  |  |  |  |  |  |  |               |
|                         |                                    |  |                       | Anastázie Michajlovna Ruská                   |  |  |  |  |  |  |  |               |
|                         |                                    |  |                       |                                               |  |  |  |  |  |  |  |               |
|                         | Anne-Marie Řecká                   |  |                       |                                               |  |  |  |  |  |  |  |               |
|                         |                                    |  |                       |                                               |  |  |  |  |  |  |  |               |
|                         |                                    |  |                       | Gustav V. Švédský                             |  |  |  |  |  |  |  |               |
|                         |                                    |  |                       |                                               |  |  |  |  |  |  |  |               |
|                         | Gustav VI. Adolf Švédský           |  |                       |                                               |  |  |  |  |  |  |  |               |
|                         |                                    |  |                       |                                               |  |  |  |  |  |  |  |               |
|                         |                                    |  |                       | Viktorie Bádenská                             |  |  |  |  |  |  |  |               |
|                         |                                    |  |                       |                                               |  |  |  |  |  |  |  |               |
|                         | Ingrid Švédská                     |  |                       |                                               |  |  |  |  |  |  |  |               |
|                         |                                    |  |                       |                                               |  |  |  |  |  |  |  |               |
|                         |                                    |  |                       | Artur Sasko-Koburský                          |  |  |  |  |  |  |  |               |
|                         |                                    |  |                       |                                               |  |  |  |  |  |  |  |               |
|                         | Markéta z Connaughtu               |  |                       |                                               |  |  |  |  |  |  |  |               |
|                         |                                    |  |                       |                                               |  |  |  |  |  |  |  |               |
|                         |                                    |  |                       | Luisa Markéta Pruská                          |  |  |  |  |  |  |  |               |
|                         |                                    |  |                       |                                               |  |  |  |  |  |  |  |               |